# 시모타키역
시모타키역(일본어: 下滝駅, しもたきえき 시모타키에키[*])은 일본 효고현 단바시에 위치한 서일본 여객철도의 역이다.

## 역 구조
교환 설비가 갖추어진 섬식 승강장으로 1면 2선의 지상역이다. 무인역으로 개찰기 등이 없으며 자동발권기만 역사 안에 설치되어 있다. 따라서 개표는 차내에서 이루어진다. 양 승강장은 과선교로 연결되어 있다.
| 1・2 | ■ 후쿠치야마 선 | (하행) | 후쿠치야마 방면          |
| 1・2 | ■ 후쿠치야마 선 | (상행) | 사사야마구치 · 산다 방면 |

쌍단선 구조로 2번 승강장은 상하행 본선, 1번 승강장은 상하행 부본선이다. 승객의 편의를 고려하여 정차 열차는 상하행 모두 기본적으로 역사에 가까운 1번 승강장에 정차한다. 2번 승강장은 양방향 열차가 동시에 도착했을 때 한쪽 방향 열차가 사용하거나 특급 열차가 통과할 때 대피를 위해 사용하게 된다.

## 역사
- 1899년 5월 25일: 한카쿠 철도 사사야마구치 ~ 가이바라 간에 연장하여 개업.
- 1907년 8월 1일: 국유화에 따라 일본국유철도 소속이 되었다.
- 1909년 10월 12일: 노선 명칭 제정에 따라 한카쿠 선의 일부가 되었다.
- 1912년 3월 1일: 노선 명칭 개정에 따라 한카쿠 선의 후쿠치야마 선 이남이 후쿠치야마 선으로 개칭되어 그 일부가 되었다.
- 1987년 4월 1일: 민영화에 의해 서일본 여객철도의 소속이 되었다.
- 2003년 11월 1일: 이코카의 사용이 개시되었다.

## 인접정차역
| 서일본 여객철도 후쿠치야마 선 | 서일본 여객철도 후쿠치야마 선 | 서일본 여객철도 후쿠치야마 선 |
| ----------------------------- | ----------------------------- | ----------------------------- |
| 단바오야마 오사카 방면        | ■ 후쿠치야마 선               | 다니카와 후쿠치야마 방면      |